# Mešita Ahat Džami
Mešita Ahat Džami (ukrajinsky: Мечеть Ахать Джамі) je kongregační mešita ve městě Doněck na Ukrajině. Mešita byla pojmenována po místním mafiánském bossovi Achat Braginovi a jeden z jejích minaretů je pojmenován po Rinatu Achmetovi. Jedná se o první mešitu, která byla v Doněcku vybudována po rozpadu Sovětského svazu. Přestože se mešita nachází na území Ukrajiny, její správa spadá pod Doněckou lidovou republiku.

## Historie
V roce 1993 založili doněčtí muslimové hvězdu prorokovu. O rok později byl položen základní kámen první mešity v tomto regionu Ibn Fadlanem. Plány na mešitu byly inspirovány mešitami v Istanbulu.
Hlavním sponzorem stavby byl Achat Bragin. Po jeho smrti dne 15. října 1995 bylo rozhodnuto, že mešita bude pojmenována po něm na jeho počest. Původně měla mít mešita pouze jeden minaret kvůli nedostatku financí, díky sponzoringu Rinata Achmetova má nakonec minarety dva. Druhý minaret byl pojmenován po něm. V prvním patře mešity se nachází ukrajinská islámská univerzita a zároveň první muslimská instituce na území Ukrajiny.
Mešita byla oficiálně otevřena spolu s univerzitou dne 3. září 1999.